# Surazomus chavin
Surazomus chavin är en spindeldjursart som beskrevs av Pinto-da-Rocha 1996. Surazomus chavin ingår i släktet Surazomus och familjen Hubbardiidae. Inga underarter finns listade i Catalogue of Life.